# Александровка (Кугарчинський район)
Алекса́ндровка (рос. Александровка, башк. Александровка) — село у складі Кугарчинського району Башкортостану, Росія. Входить до складу Юмагузінської сільської ради.
Населення — 367 осіб (2010; 395 в 2002).
Національний склад:
- росіяни — 88%